# Erich Souchay
Erich Souchay (* 21. März 1877 in Berlin; † 23. Juni 1941 ebenda) war ein deutscher Maler.

## Leben
Erich Souchay entstammte dem Berliner Zweig der Familie Souchay, die als Hugenotten im 18. Jahrhundert zunächst nach Hanau gekommen war. Er war der einzige Sohn von Charles Esaie André Souchay (1848–1911) und dessen Frau Emma, geb. Rose (1855–1909). Sein Großvater Cornelius Christian Friederich Souchay (* 1817 in Manhagen; † 1892 in Berlin) hatte in Berlin die Weinhandlung F. C. Souchay aufgebaut, die 1913 von Max Gruban als Gruban & Souchay übernommen wurde. Der Maler Paul Souchay (1849–1900) war sein Onkel.
Souchay studierte bei Woldemar Friedrich in Berlin und ab April 1901 bei Carl von Marr an der Akademie der Bildenden Künste München. Von Herbst 1904 bis 1908 studierte er an der Großherzoglich-Sächsischen Kunstschule Weimar bei Hans Olde und in der Naturklasse von Sascha Schneider. Sein ererbtes Vermögen ermöglichte ihm Studienreisen nach Italien, Holland und Paris. Zuletzt lebte er in Berlin-Lichterfelde in der Pestalozzistraße (heute Weißwasserweg) 4.
Souchay war in der Französisch-Reformierten Gemeinde als Gemeindeältester engagiert. Er starb unverheiratet und wurde auf dem Friedhof II der Französisch-reformierten Gemeinde an der Liesenstraße beigesetzt.